# Галленштадіон
Галленштадіон (нім. Hallenstadion) — багатофункціональна арена в Цюриху, Швейцарія. Арена є домашнім майданчиком для хокейного клубу Швейцарської національної ліги «ЦСК Лайонс». У 2004—2005 роках палац спорту був реконструйований за 147 млн. франків.

## Історія
Спортивна арена була відкрита 4 листопада 1939 року. Крім хокею, на арені в перший же рік існування арени стали проводитись і велогонки.
Галленштадіон приймав Чемпіонат світу з хокею в 1998 році. У лютому 2006 року там пройшов півфінал і фінал чемпіонату Європи з гандболу.
Протягом 1984—2008 років на арені щорічно проходив тенісний турнір Zurich Open.
У квітні 2011 року арена приймала Чемпіонат світу з хокею серед жінок.
На арені також проходили 61-ий (2011) і 65-ий (2015) конгрес ФІФА, а також Позачерговий конгрес ФІФА у 2016 році
Навесні 2020 року арена вдруге в своїй історії проводитиме Чемпіонат світу з хокею із шайбою.

## Галерея

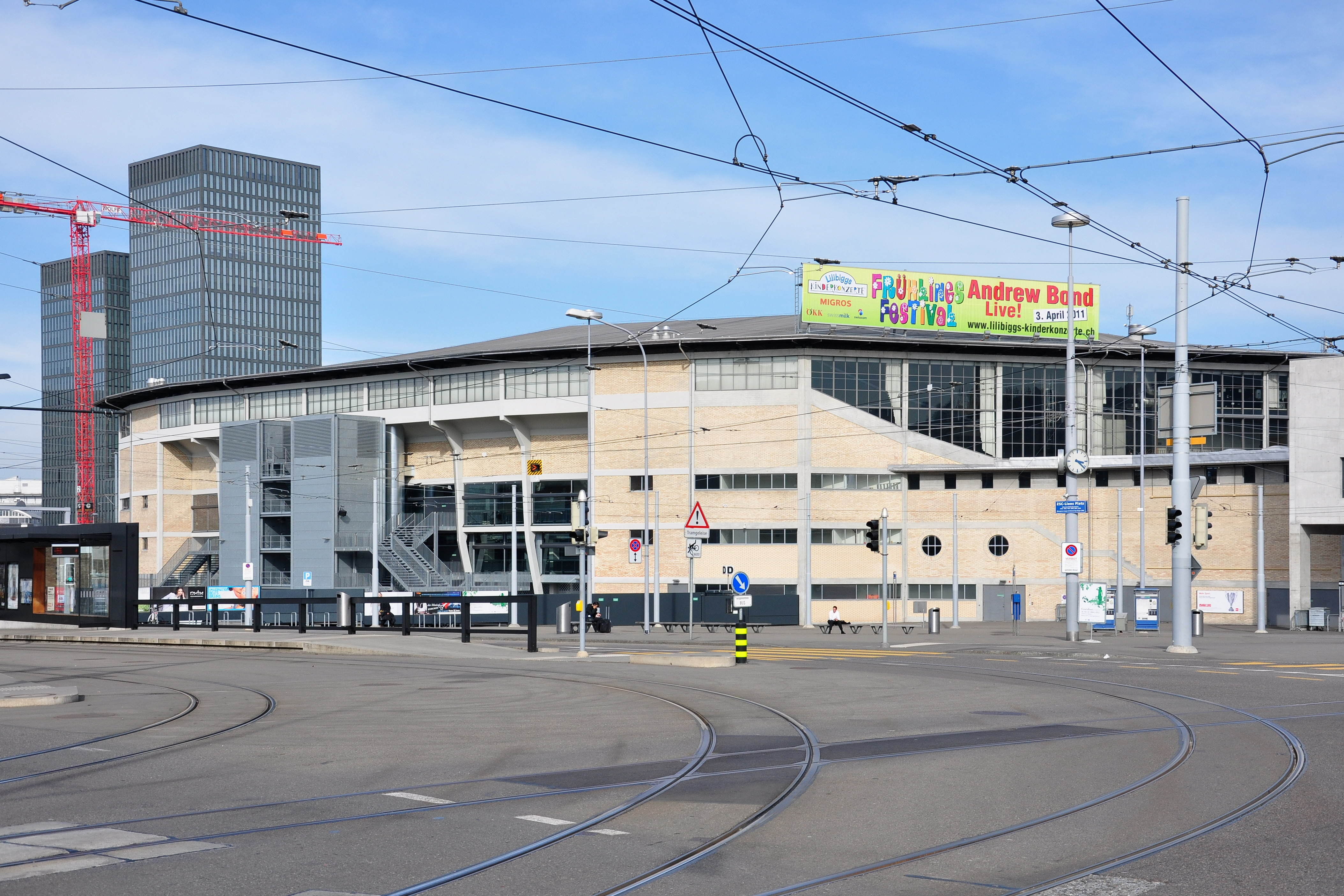
Зовнішній вигляд арени
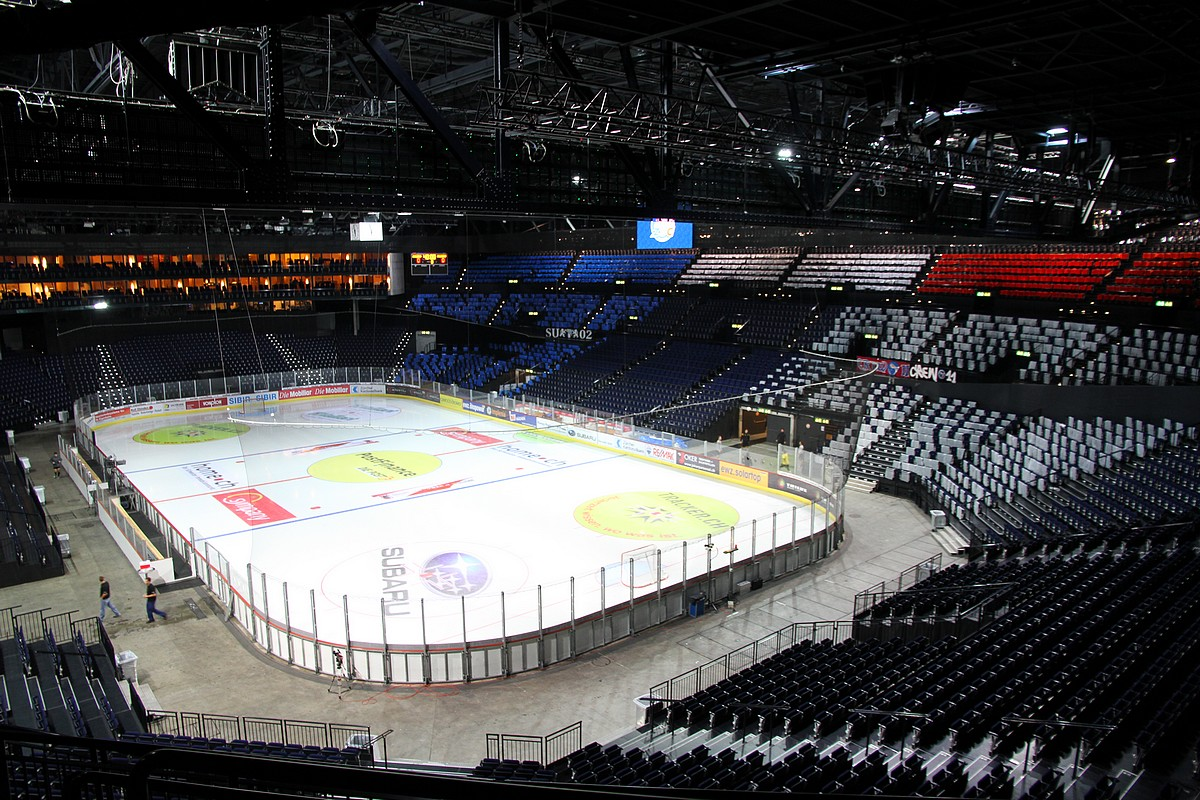
Арена перед хокейним матчем
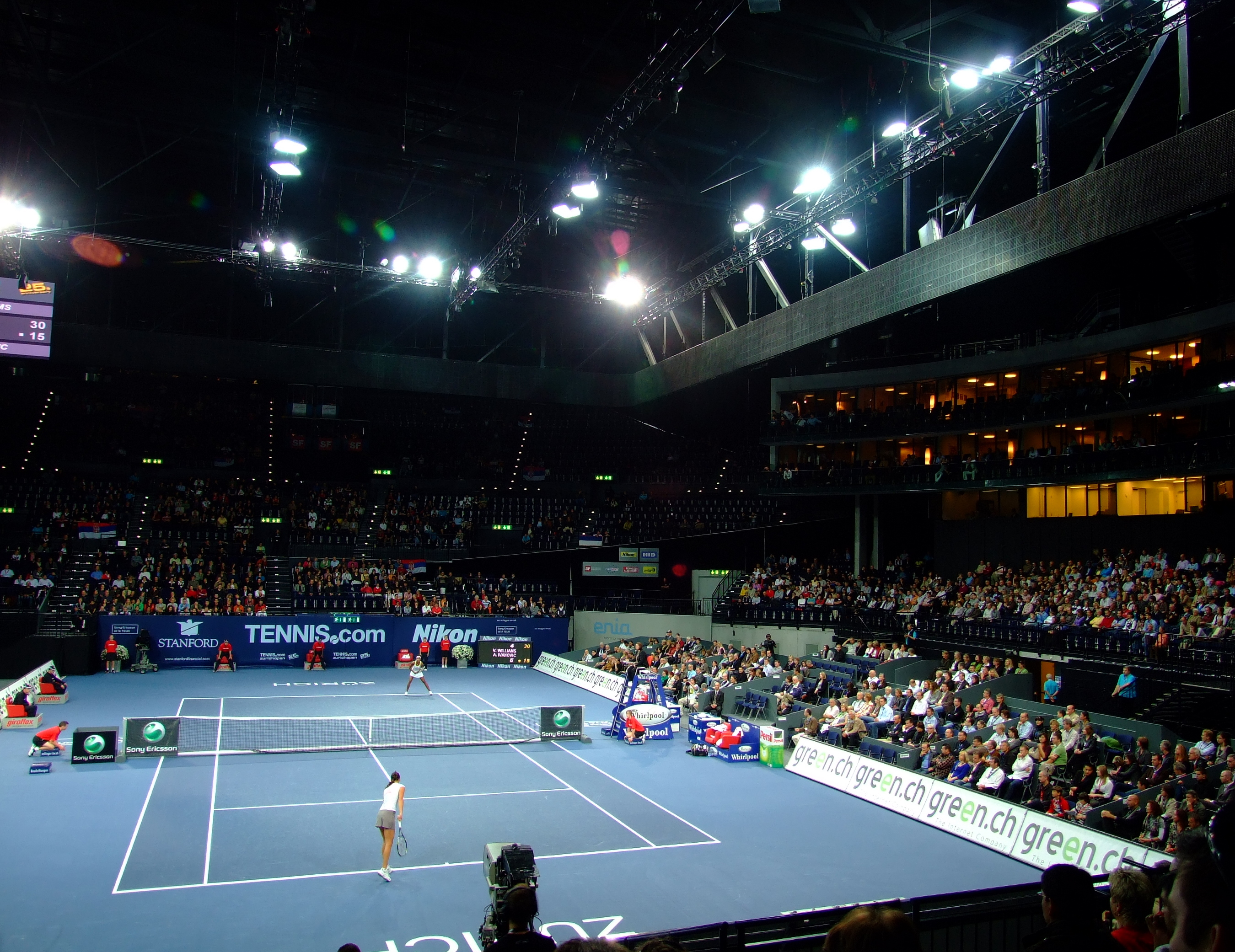
Матч тенісного турніру Zurich Open на арені
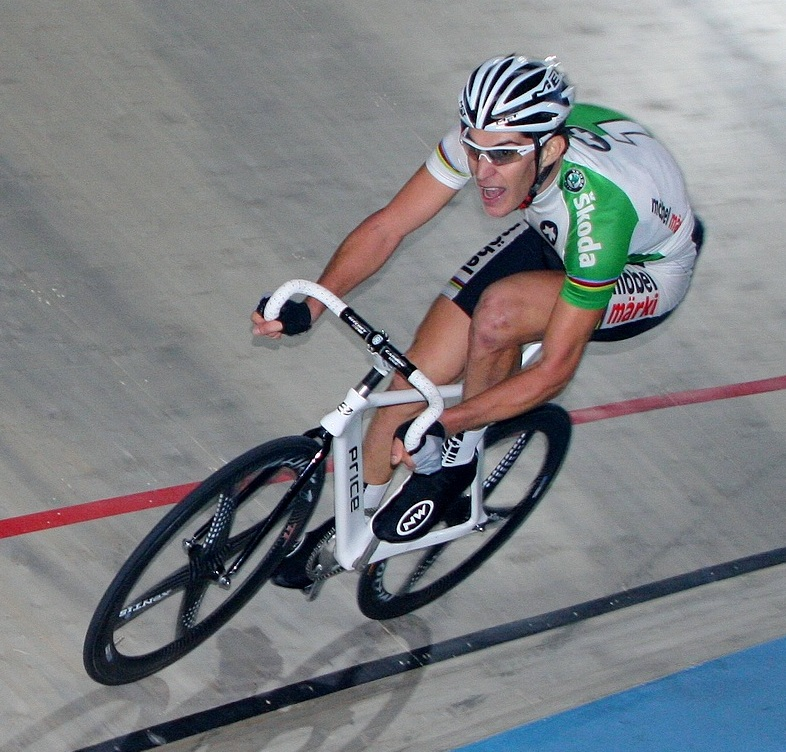
Велогонки на арені
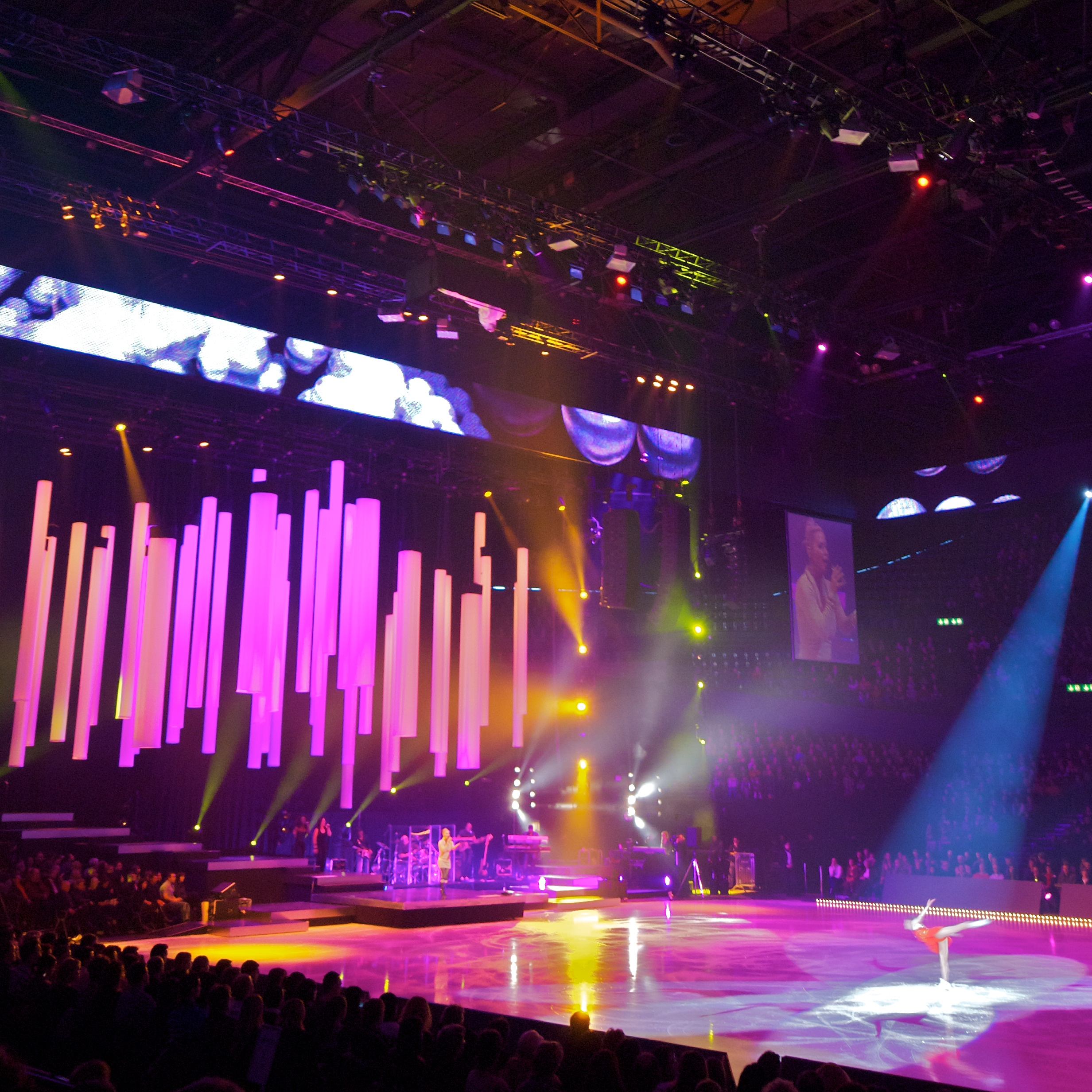
Концертний виступ співачки Анастейши на арені